# Kuatinga bicolor
Kuatinga bicolor là một loài bọ cánh cứng trong họ Cerambycidae.